# Ciad ai Giochi della XX Olimpiade
Il Ciad partecipò ai Giochi della XX Olimpiade che si sono svolti a Monaco di Baviera dal 26 agosto all'11 settembre 1972, con una delegazione di quattro atleti impegnati in due discipline: atletica leggera e pugilato. Il portabandiera fu Ahmed Senoussi, che ai Giochi di Città del Messico 1968 aveva raggiunto la finale nel salto in alto. Fu la terza partecipazione di questo paese ai Giochi. Non fu conquistata nessuna medaglia.